# Todd Lowe
Todd Lowe (Houston, Texas, 10 de mayo de 1977) es un actor estadounidense. Es conocido por su papel como el marido de Lane Kim, Zach Van Gerbig, en Gilmore Girls. Lowe también tuvo un papel en True Blood como Terry Bellefleur.
También Lowe es vocalista y guitarrista para Pilbilly Knights, un grupo de música country y rock basado en Los Ángeles. El grupo puso en venta un CD llamado California Night Club en enero de 2007.

## Filmografía
- True Blood (2008) - Terry Bellefleur
- Redline (2007) - Nick
- Without a Trace "The Thing with Feathers" (2006) - Ryan Leonard
- Gilmore Girls (2002 - 2007) - Zach
- Silver Lake (2004) - Grant
- My Dinner with Jimi (2003) - John Lodge
- Trash (2003) - Billy
- The Princess Diaries (2001) - Lana's Date Eric
- The '70s (2000) - Man With Flag
- Where the Heart Is (2000) - Troy
- A Texas Funeral (1999) - Skinny Private
- Walker, Texas Ranger "Lost Boys" (1999) - Zack Conlon
  - "Sons of Thunder" (1997) - Jackie Perralta (Barkley's Victim)
- Turok 2: Seeds of Evil (1998) - Voces adicionales/efectos de criaturas